# Várzea Paulista
Várzea Paulista is een gemeente in de Braziliaanse deelstaat São Paulo. De gemeente telt 118.917 inwoners (schatting 2017).

## Aangrenzende gemeenten
De gemeente grenst aan Campo Limpo Paulista, Franco da Rocha en Jundiaí.